# Maryna Poroschenko

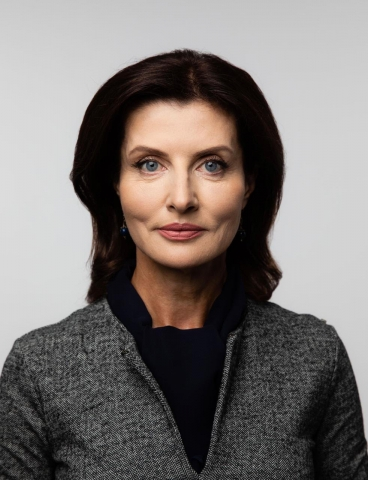
Maryna Poroschenko, 2020

Maryna Anatolijwna Poroschenko (geborene Perewedenzewa, ukrainisch Марина Анатоліївна Порошенко; * 1. Februar 1962 in Kiew, Ukrainische SSR) war von 2014 bis 2019 als Ehefrau von Petro Poroschenko First Lady der Ukraine.

## Biografie
Maryna Poroschenko wurde 1962 in Kiew, Ukrainische SSR, als Maryna Anatolyiwna Perewedenzewa (Марина Анатоліївна Переведенцева) geboren. Ihr Vater Anatolij (* 1933) war stellvertretender Gesundheitsminister der Ukrainischen SSR. Ihre Mutter Ljudmila arbeitete als Fabrikarbeiterin beim Arsenalwerk. Während ihres Studiums an der Medizinischen Universität der Ukraine lernte sie Petro Poroschenko kennen. Das Paar heiratete im Jahr 1984. Bis zur Geburt ihres ersten Sohnes arbeitete sie als Kardiologin im Oleksandriwska-Krankenhaus und widmete danach ihre Zeit ihrer Familie. Sie nimmt laut Berichten nicht am politisch-öffentlichen Leben teil und diskutiert mit ihrem Ehemann nicht über politische Dinge. Das Paar hat vier gemeinsame Kinder. Der älteste Sohn Olexij (* 1985) ist seit November 2014 Abgeordneter der Werchowna Rada. Pate ihrer Zwillingstöchter ist Wiktor Juschtschenko. Der jüngste Sohn wurde 2001 geboren.